# Geodia spheranthastra
Geodia spheranthastra är en svampdjursart som beskrevs av Gustavo Pulitzer-Finali 1993. Geodia spheranthastra ingår i släktet Geodia och familjen Geodiidae. Inga underarter finns listade i Catalogue of Life.